# Dave Mussard
Dave Mussard (La Digue, 8 de febrero de 1987) es un futbolista seychelense que juega en la demarcación de portero para el La Passe FC del Campeonato seychelense de fútbol.

## Selección nacional
Hizo su debut con la selección de fútbol de Seychelles el 10 de julio de 2013 en un encuentro de la Copa COSAFA 2013 contra Mauricio que finalizó con un resultado de 4-0 a favor del combinado mauriciano tras los goles de Gurty Calambé, un doblete de Stéphane Pierre, y de Fabrice Pithia. Su segundo partido con la selección lo jugó cinco años después, el 8 de septiembre de 2018 contra Nigeria que acabó con un marcador de 3-0 a favor de Nigeria tras los tantos de Chidozie Awaziem, Ahmed Musa y de Odion Ighalo.

## Clubes
| Club        | País       | Año   |
| ----------- | ---------- | ----- |
| La Passe FC | Seychelles | 2011- |